# Кулан
Кулан (Equus hemionus), също онагер или азиатско диво магаре,  е нечифтокопитен бозайник от семейство Коне, разпространен в Предна и Централна Азия.

## Общи сведения
По външен вид заема средно положение между магаре и кон, затова се и нарича още и полумагаре. Тялото му е набито, дължината му е до 200 cm, а височината при холката – 125 cm. Главата му е масивна, има дълги подвижни уши (24 cm), тънки крака и високи копита, къса грива и сравнително къса и тънка добре окосмена опашка. През лятото космената му покривка е пясъчножълта с една тъмнокафява ивица на гърба, гривата и опашката му са черни, а долната част на тялото – по-светла, почти бяла.

## Разпространение
Обитава равнини, пустини и полупустини с твърди почви. Среща се в Сирия, Иран, Индия и Тибет.

## Начин на живот и хранене
Храни се с тревиста и храстова растителност. Той е предпазлив и при опасност бяга бързо до 70 км/час. Живее на стада до 50 животни. При недостиг на храна предприема далечни миграции.

## Размножаване
След 11 месеца бременност ражда по едно малко.

## Подвидове
- E. h. hemionus – монголско диво магаре
- E. h. khur – индийско диво магаре
- E. h. kulan – туркменски кулан
- E. h. onager – персийски онагър

## Допълнителни сведения
В миналото куланът е бил безпощадно изтребван заради месото и кожата му, но днес като рядък вид се намира под охрана.